# GameSalad
GameSalad — специальное приложение, разработанное компанией Gendai Games для создания простых игр для iPhone и iPod Touch, iPad, Windows и Android. Приложение основано на принципе Drag-and-drop специально для людей, не знающих программирование. Приложение имеет полностью интуитивный, понятный, визуальный интерфейс. Приложение запускается на Mac OS X с помощью данного приложения возможно создание игр. Благодаря простоте использования, приложением могут пользоваться, как профессиональные игровые дизайнеры, так и простые люди.

## Другие основные характеристики
- Редактирование в реальном времени: пользователи могут редактировать игровые сцены в то время как игра запущена.
- Редактор сцен: пользователи могут размещать и управлять актёрами в сцене, просто перетаскивая их в нужное место.
- Физика: GameSalad обрабатывает физику в реальном времени.